# Hayden LIC
Hayden LIC, offiziell Hayden Long Island City, ist ein Wolkenkratzer im Stadtbezirk Queens in New York City, Vereinigte Staaten. Das Bauwerk ist mit seinen 974 Wohnungen eines der größten Wohngebäude der Stadt.

## Beschreibung

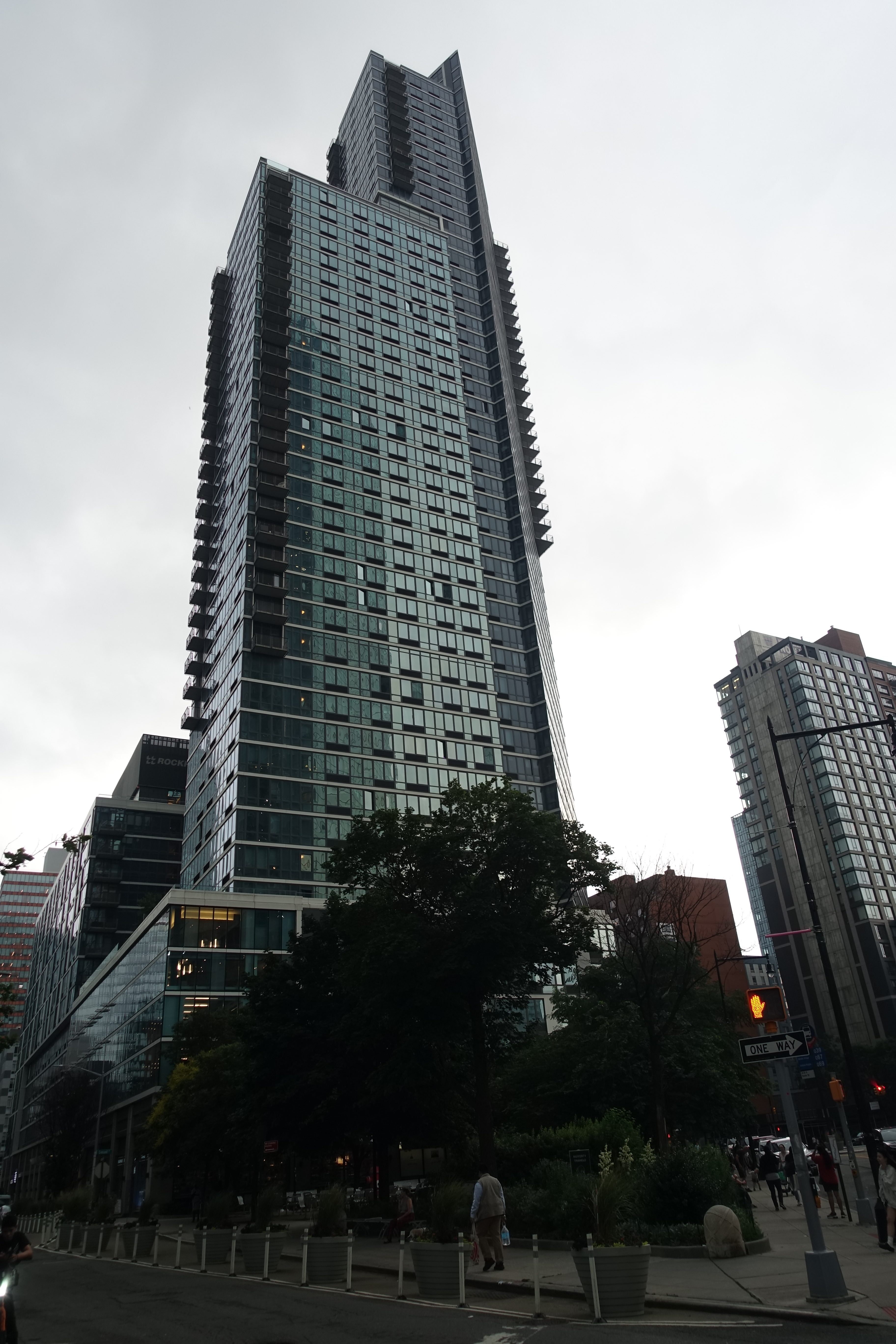
Blick von Westen auf alle Gebäudeteile

Hayden LIC befindet sich im Stadtteil Long Island City zwischen der Hunter Street und Jackson Avenue sowie 44th Drive und 43rd Avenue und nimmt dabei den größten Teil des Stadtblocks ein. Bekannte Nachbargebäude sind der 205 m hohe One Court Square (früher Citigroup Building) am Court Square und der 237 m hohe Skyline Tower. Die nächstgelegenen U-Bahn-Stationen der New York City Subway sind die nur ein Block westlich entfernten Stationen Court Square-23 Street mit den Linien  sowie Court Square mit den Linien .
Der Wohnwolkenkratzer Hayden LIC wurde von dem Architekturbüro SLCE Architects entworfen und errichtet. Er erreicht eine Gesamthöhe von 155,1 Meter (509 Fuß) und besitzt bis zu 50 Stockwerke. Nach seiner Fertigstellung war er das vierthöchste Gebäude in Queens, mit Stand April 2025 nimmt er mittlerweile den 13. Platz in Queens ein. Ab 2012 projektiert, erfolgte der Baubeginn 2015 und die Bauarbeiten wurden im Jahr 2017 abgeschlossen. Bauentwickler war die Rockrose Development Corporation.
Das Bauwerk besteht aus mehreren Gebäudeteilen in einer L-förmigen Anordnung mit unterschiedlichen Höhen und Stockwerken. Der höchste und abgestuft bis zu 50-stöckige Turm steht an der 44th Drive zwischen der Jackson Avenue und Hunter Street. Er hat eine zweimal mit 45° abgewinkelte Gebäudestruktur und eine blaue Glasfassade. Anschließend erstreckt sich entlang der Hunter Street das zweite 15-stöckige Gebäude bis zur 43rd Avenue. Beide Gebäude verbindet ein gemeinsamer fünfstöckiger Sockel. Die oberen Etagen besitzen teilweise vertikal angeordnete Balkone an den Gebäudeecken.
Der Wolkenkratzer beherbergt insgesamt 974 Wohnungen, darunter 195 mit Mietminderung. Den Bewohnern stehen auf knapp 2800 m² unter anderem ein Basketballplatz, ein Fitnesscenter auf zwei Etagen, eine große Rasenfläche mit Kinoleinwand, weitere Grünflächen, zahlreiche Lounges, Kinderspielzimmer, Bibliothek, Parkhaus und eine Dachterrasse auf dem Rücksprung im 38. Stock mit Grills und Aussicht zur Skyline von Manhattan zur Verfügung. Im Sockel sind des Weiteren 1750 m² Einzelhandelsflächen untergebracht.